# Arachniotus volatilis-patellus
Arachniotus volatilis-patellus är en svampart som beskrevs av G.F. Orr & Kuehn 1972. Arachniotus volatilis-patellus ingår i släktet Arachniotus och familjen Gymnoascaceae.   Inga underarter finns listade i Catalogue of Life.